# Lspan
Lspan (lifespan based protocol) to grupa protokołów używanych do pozyskiwania nowych połączeń przez hosty w modelu aktywnych sieci P2P. W sieciach tego typu węzeł, który utracił "sąsiada" (węzeł, z którym był połączony) stara się go zastąpić, wybierając nowego spośród wszystkich, o których ma informacje, na podstawie różnych parametrów. W protokołach Lspan głównym parametrem branym pod uwagę jest dotychczasowy czas życia węzła (czas pozostawania online). Wynika to z faktu, że rozkład czasu życia węzłów jest wolno zanikający, tzn. jest bardzo dużo węzłów o bardzo krótkim i bardzo mało węzłów o bardzo długim czasie życia, ponadto prawdopodobieństwo rozłączenia się jest tym mniejsze im dłuższy czas życia. Dlatego wybieranie długo żyjących sąsiadów jest opłacalne - połączenie z nimi prawdopodobnie będzie długo trwało.

## Typy protokołów Lspan
- Lspan 1

Host do nowego połączenia używa najstarszego spośród znanych węzłów. Do innych hostów wysyła informacje o wszystkich węzłach.
- Lspan 2

Host do nowego połączenia używa najstarszego spośród znanych węzłów. Do innych hostów wysyła informacje tylko o długo żyjących węzłach.
- Lspan 3

Wybór nowego sąsiada opiera się na dotychczasowym czasie życia węzła oraz szacowanej dostępnej liczby połączeń przychodzących